# Cyprus Hockey Association
Die Cyprus Hockey Association ist der nationale Hockeyverband der Republik Zypern. Sie organisiert einerseits Vereinswettbewerbe und stellt andererseits die zyprische Hockeynationalmannschaft. Der Verband ist Mitglied der European Hockey Federation und der International Hockey Federation.
Zypern belegt in der Weltrangliste Platz 57 und Platz 24 in der Europarangliste (Stand: 7. Dezember 2015). Eine Frauennationalmannschaft existiert nicht.